# Грекувата
Грекува́та (також іноді Грековата) — вузлова вантажна залізнична станція 1-го класу Криворізької дирекції Придніпровської залізниці перетині ліній Мусіївка — Рядова та Рокувата — Грекувата між станціями Карачуни (20 км) та Рядова (21 км). Від станції відгалужується промислова лінія до станції Петрове.
Розташована на захід від міста Кривий Ріг у мікрорайоні Мирівське Дніпропетровської області.

## Історія
Станція відкрита 1961 року Має сучасне обладнання для перевезення залізної руди Центрального гірничо-збагачувального комбінату. Назва станції походить від однойменної балки Грекувата.
У 2000 році через аварійний стан мосту 27 км закритий перегон Грекувата — Рядова. У червні 2010 року розпочалося відновлення мосту, верхньої будови колії та контактної мережі, а також облаштування системи автоблокування. Рух відкритий 21 грудня.

## Пасажирське сполучення
До 2014 року по станції Грекувата не здійснювалися пасажирські перевезення. Наприкінці 2015 року відновлено курсування приміських електропоїздів.